# سوق لندن للأوراق المالية

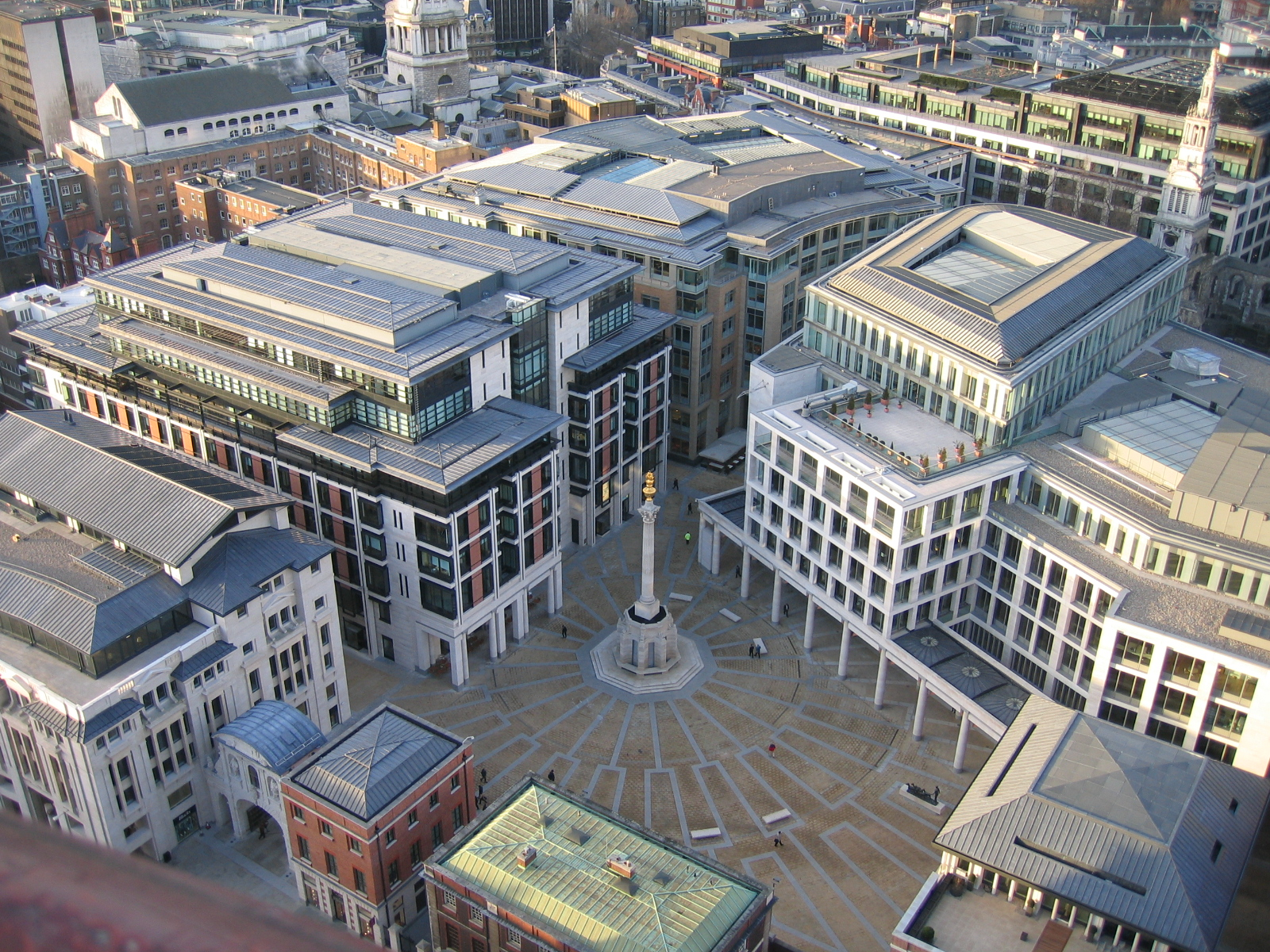
مقر البورصة في البناية في الجزء الأيمن من الصورة

سوق لندن للأوراق المالية (LSE) سوق أوراق مالية واقع في لندن، إنجلترا. تأسس في 1801، وهو واحد من أكبر أسواق الأوراق المالية في العالم. تحوي بورصة لندن على عدة مؤشرات أهمها وأكبرها مؤشر فينينشال تايمز FTSE 100 لأكبر مئة شركة بريطانية
وسوق بورصة لندن هي بورصة في مدينة لندن بإنجلترا. اعتبارًا من أبريل 2018 ، بلغت القيمة السوقية لبورصة لندن 4.59 تريليون دولار أمريكي (3.509.633.340.000 جنيه إسترليني).
وقد تأسست عام 1801 ، مما يجعلها واحدة من أقدم البورصات في العالم. و تقع مبانيها الحالية في ساحة باتيرنوستر بالقرب من كاتدرائية القديس بولس في مدينة لندن. وهي جزء من مجموعة بورصة لندن (LSEG). تم إنشاء مجموعة بورصة لندن في أكتوبر 2007 عندما اندمجت بورصة لندن مع بورصة ميلان للأوراق المالية ، البورصة الإيطالية.